# Campo de detención de Sde Teiman
Sde Teiman (en hebreo: שדה תימן‎), también escrito como Sde Teman o Sede Teman, es una base militar israelí ubicada en el desierto de Néguev, a unos 29 km de la frontera con la Franja de Gaza, que, durante la guerra de Gaza, se convirtió en un campo de detención, utilizado para detener a palestinos de la Franja de Gaza. Múltiples empleados israelíes denunciantes y detenidos palestinos liberados han denunciado abusos sistémicos y violaciones de derechos humanos, incluidas torturas físicas y psicológicas. El campo ha sido apodado «El Guantánamo de Israel».
Varios detenidos palestinos liberados han testificado que ellos y otras personas, incluidos niños, fueron sometidos a violaciones, violaciones en grupo y otras formas de violencia sexual, así como a tortura psicológica y física por parte de soldados y personal médico israelíes, tanto hombres como mujeres. Múltiples informes también hablan de prisioneros que sufrieron negligencia médica por las lesiones sufridas, lo que llevó a casos de amputaciones de brazos y piernas. Sus testimonios han sido corroborados por personal israelí que ha denunciado irregularidades y una investigación de la CNN. Entre los detenidos maltratados también había trabajadores sanitarios palestinos que habían sido capturados durante las redadas israelíes en los hospitales de Gaza.
En un incidente muy publicitado, imágenes filtradas de CCTV mostraban a soldados israelíes violando en grupo a un detenido palestino con una barra de metal que le causó graves heridas en el ano y los pulmones. La filtración se produjo pocas semanas después de que varios soldados sospechosos de abusar de un prisionero fueran detenidos para ser interrogados, lo que llevó a manifestantes de derecha y parlamentarios israelíes a irrumpir en el campamento en protesta a finales de julio de 2024.

## Antecedentes
La base militar se convirtió parcialmente en un campo de detención tras la aprobación de la Ley de Combatientes Ilegales por parte de la Knéset en diciembre de 2023. Está dividido en un recinto donde se mantienen hasta 200 detenidos con los ojos vendados y esposados en jaulas, y un hospital de campaña con tiendas de campaña donde se mantiene a decenas de prisioneros esposados.  La ley permite a las Fuerzas de Defensa de Israel detener a personas sin orden de arresto durante 45 días, tras lo cual los detenidos deben ser trasladados al Servicio Penitenciario de Israel. Para el 10 de mayo de 2024, las FDI reconocieron dos campos similares: la prisión de Ofer y una prisión en Anatot, ambos en la Cisjordania ocupada.
Todos los habitantes de Gaza detenidos por Israel desde el ataque del 7 de octubre están clasificados como combatientes ilegales y no como prisioneros de guerra, lo que los excluye de derechos como el acceso a un abogado. La mayoría de los detenidos, en lugar de pruebas de que son miembros de Hamás, son mantenidos como sospechosos, sin que en ningún momento se presenten cargos en su contra. Esta clasificación se aplica a todos los gazatíes, unas 849 personas, detenidas por Israel desde el estallido de las hostilidades el 7 de octubre de 2023. Entre los detenidos como combatientes sospechosos se encontraba un parapléjico, un hombre que pesaba 300 libras y otro que, desde pequeño, ha tenido que respirar con la ayuda de un tubo en el cuello.
Sde Teiman se divide en dos secciones: recintos y hospital de campaña. Existe una estructura adicional donde se llevan a cabo los interrogatorios. Unos 4000 habitantes de Gaza han sido detenidos en Sde Teiman desde octubre, de los cuales el 70% han sido detenidos para una mayor investigación, mientras que 1200 han sido repatriados a Gaza después de que se confirmara su condición de civiles.
Al 7 de marzo de 2024, Haaretz informó de veintisiete muertes en Sde Teiman, otro campo, o «durante interrogatorios en territorio israelí». Según el New York Times, a principios de junio de 2024, treinta y cinco personas habían muerto allí o después de ser transportados a hospitales civiles cercanos.
El 16 de junio de 2024, la Asociación de Apoyo a Prisioneros y de Derechos Humanos (Addameer) informó que en ese momento había unos 9300 presos palestinos detenidos por las autoridades israelíes, incluidos 250 menores de edad y 75 mujeres. Entre los detenidos hay al menos 3400 personas que se encuentran en detención administrativa, lo que permite el confinamiento indefinido y sin juicio de sospechosos de delitos de terrorismo. Estas cifras no incluyen a los prisioneros procedentes de la Franja de Gaza, que se estiman en «miles». Las autoridades israelíes han reconocido el fallecimiento de treinta y seis presos que se encontraban bajo su custodia, pero la Sociedad de Presos Palestinos denuncia que las autoridades israelíes «se niega a revelar sus identidades ni las circunstancias de su fallecimiento».
En octubre de 2024, The Guardian informó que funcionarios de la principal agencia humanitaria del Gobierno de las Estados Unidos, USAID, asisten a reuniones periódicas en Sde Teiman. A partir de julio de 2024, Israel creó una «Junta de Coordinación Conjunta» para aprobar las operaciones de ayuda en Gaza, un organismo que se reúne en Sde Teiman y coordina con funcionarios estadounidenses allí. En un documento interno de USAID al que tuvo acceso The Guardian, el nombre de la «base se vincula con su entrada en Wikipedia (en inglés), que presenta fotos de prisioneros palestinos con los ojos vendados y detalla los malos tratos que reciben»

## Abusos contra los detenidos

### Torturas
En un informe de Amnistía Internacional publicado en julio de 2024 se incluyeron relatos de abusos por parte de detenidos de Sde Teiman que coincidían con informes anteriores. La organización entrevistó a un niño de 14 años que afirmó que los interrogadores lo habían golpeado, quemado con cigarrillos y mantenido con los ojos vendados y esposado.
En mayo de 2024, tres empleados israelíes anónimos del campo hablaron con CNN como denunciantes, durante los cuales corroboraron y ampliaron los informes de abusos y malas condiciones revelados por múltiples detenidos que luego fueron liberados. Los denunciantes detallaron recintos donde los detenidos tienen los ojos vendados y no se les permite hablar ni moverse. Las imágenes filtradas a CNN mostraban filas de hombres vestidos con chándales grises y con los ojos vendados, cada uno sentado sobre un colchón excepcionalmente delgado, rodeado por una valla de alambre de púas.
Los castigos incluyen palizas y que los prisioneros levanten las manos en una posición de tensión, a veces atados a una valla, durante más de una hora. En lo que un detenido liberado llamó «la tortura nocturna», los guardias realizaban registros de rutina con perros y granadas sonoras mientras los prisioneros dormían. Los detenidos reciben una dieta de un pepino, algunas rebanadas de pan y una taza de queso al día.

### Abusos sexuales y violaciones
Varios prisioneros palestinos liberados que regresaron a Gaza informaron a la UNWRA y al New York Times que los guardías israelíes utilizaba un palo de metal para infligir heridas penetrando en el ano de los detenidos durante los interrogatorios y varios prisioneros informaron del uso de descargas eléctricas, a veces de ser obligados a «sentarse en una silla cableada con electricidad».
Ibrahim Salem, que aparece en una de las primeras fotos filtradas del campo de detención, estuvo detenido allí durante 52 días sin cargos y fue liberado a principios de agosto de 2024. Denunció torturas generalizadas, incluso por parte del personal médico, así como electrocuciones durante los interrogatorios, abusos sexuales, palizas constantes, desnudamientos forzados, manoseo genital y frecuentes casos de violación y violación en grupo cometidos tanto por soldados hombres como mujeres. Los niños también fueron sometidos a violaciones sistemáticas. En un caso, un prisionero de unos 40 años fue esposado y obligado a inclinarse sobre un escritorio mientras una soldado le introducía los dedos y otros objetos en el recto. Si el prisionero se movía, un soldado situado frente a él lo golpeaba y lo obligaba a permanecer en esa posición. Según Salem, «la mayoría de los prisioneros saldrán con heridas rectales [causadas por la violación en grupo]». Un médico de Sde Teiman que examinó a un detenido que sufrió abuso sexual declaró: «No podía creer que un guardia de prisión israelí pudiera hacer algo así». Un video de vigilancia filtrado en agosto de 2024 aparentemente mostró a soldados israelíes agrediendo sexualmente a un detenido.
Walid Khalili, paramédico y conductor de ambulancia de la Sociedad Palestina de Ayuda Médica detenido en Sde Teiman durante 20 días sin cargos, describió los graves malos tratos que recibió por parte de los soldados israelíes. Trasladado de Tel al-Hawa al campo de detención, lo obligaron a usar pañales y lo encerraron en un gran edificio parecido a un almacén con cadenas colgando del techo. Los detenidos, que también llevaban pañales, fueron colgados de cadenas sujetas a esposas de metal. Khalili describió cómo lo encadenaron, lo electrocutaron mientras llevaba puesta una prenda y una cinta para la cabeza conectadas a cables y lo sometieron a palizas. Contó: «El mundo daba vueltas y me desmayé. Me golpeaban con bastones... Con cada pregunta me aplicaban descargas eléctricas para despertarme. Me decía que confesara y dejaríamos de torturarme». Soportó descargas eléctricas cada dos días, posturas forzadas y rociamientos con agua fría. Antes de los interrogatorios, le dieron una droga desconocida que le provocó alucinaciones y desorientación. Informó que un interrogador que hablaba árabe con fluidez lo interrogó sobre los rehenes, amenazó con hacerle daño a su familia si no confesaba y «me dijo cuántos hijos tengo, todos sus nombres, mi dirección». No recibió atención médica alguna a pesar de tener las costillas rotas, presenció cómo le amputaban una pierna a un detenido porque estaba encadenado y vio morir a otro detenido de lo que pareció ser un paro cardíaco.
En agosto del mismo año, el Canal 12 de Israel reveló un video de las cámaras internas del centro de detención donde soldados israelíes violaban a un prisionero palestino y torturan a otros más. El prisionero acabó en el hospital con el recto desgarrado, costillas rotas, intestinos rotos y pulmones dañados.

### Abusos contra trabajadores sanitarios palestinos
Los trabajadores sanitarios palestinos de la Franja de Gaza habían sido detenidos arbitrariamente por el ejército israelí durante sus incursiones en hospitales durante la guerra, y trasladados a centros de detención en el sur de Israel, incluido Sde Teiman. Human Rights Watch ha documentado varios de estos casos, en los que los trabajadores sanitarios detenidos fueron golpeados, desnudados, esposados durante semanas y sometidos a tortura y violencia sexual, así como a amenazas de violación y asesinato de sus familiares en Gaza. 

### Visitas de abogados
Khaled Mahajneh, un abogado que visitó el centro de detención, afirmó que las condiciones eran «más horribles que todo lo que hemos escuchado sobre Abu Ghraib y Guantánamo». Khaled afirmó que había acudido al centro de detención para solicitar información sobre un periodista llamado Muhammad Arab, de Al Araby TV, que había sido detenido mientras cubría el asedio del Hospital Al-Shifa. Khaled describió al periodista como «irreconocible» y dijo que había testificado sobre presos que sufrían abusos sistemáticos, sobre guardias que agredían sexualmente abiertamente a los presos y sobre varios presos que habían muerto a causa de la tortura.

### Hospital de campo
En abril de 2024, Haaretz obtuvo una carta escrita por un médico de un hospital de campaña en Sde Teiman dirigida al fiscal general, al ministro de Defensa y al ministro de Salud de Israel. El médico escribió que «los reclusos son alimentados con pajitas, defecan en pañales y son mantenidos [en] constantes restricciones, lo que viola la ética médica y la ley». El médico alegó que la falta de personal y la atención inadecuada provocaron complicaciones y muertes y describió las amputaciones por lesiones provocadas por las esposas como «rutinarias». Otra fuente médica que visitó Sde Teiman corroboró la carta a CNN. La fuente también caracterizó la deshumanización sistémica de los detenidos, alegando que a los funcionarios se les dice que no utilicen los nombres de los prisioneros sino sus números de serie.
Los denunciantes que hablaron con la CNN se hicieron eco de relatos anteriores de detenidos heridos físicamente inmovilizados en camas, usando pañales, alimentados con pajitas y con los ojos vendados. Alegan además que los procedimientos médicos frecuentemente son realizados por empleados poco calificados, las operaciones a menudo se realizan sin anestesia y a los pacientes se les niegan analgésicos. Algunos de los detenidos fueron detenidos en hospitales de Gaza mientras recibían tratamiento. Según los denunciantes, al equipo médico se le dijo que no documentara tratamientos ni firmara documentos, lo que corrobora el informe de abril de 2024 de Médicos por los Derechos Humanos de Israel de que se emplea el anonimato para obstaculizar una posible investigación; durante una visita realizada por periodistas del New York Times en 2024, el periódico señaló que tres médicos atribuyeron el uso del anonimato al temor a represalias por parte de «Hamás y sus aliados». Los denunciantes afirmaron además que los pacientes estaban encadenados a sus camas y que las cirugías se realizaban sin los analgésicos adecuados.

## Reacciones

### Israel
En respuesta a las acusaciones hechas por los denunciantes, las FDI declararon que tratan a los detenidos «de manera adecuada y cuidadosa» y que «las autoridades no tienen conocimiento de incidentes de esposamiento ilegal». El mayor general Yifat Tomer-Yerushalmi, el fiscal general militar afirmó que se habían abierto investigaciones de la policía militar sobre denuncias de mala conducta en Sde Teiman.
El 23 de mayo de 2024, grupos israelíes de derechos humanos solicitaron al Tribunal Superior de Justicia que cerrara el centro de detención de Sde Teiman. Después de que las condiciones en el campo salieron a la luz en mayo de 2024, la corte suprema de Israel celebró una audiencia. Según el abogado del Estado Aner Helman las FDI comenzaron a transferir a 1200 de los prisioneros palestinos a la cárcel de Ofer, por lo que quedaban unos 200 presos en Sde Teiman cuyo futuro no está claro. Sin embargo Amnistía Internacional señaló en julio que «poco parece haber cambiado». En septiembre de 2024, el Tribunal Superior se negó a ordenar el cierre del centro de detención.
Según The Times of Israel, tras los informes de abusos a detenidos, el 25 de mayo de 2024, una soldado de las FDI anónima afirmó que las mujeres guardias en Sde Teiman habían sido sometidas a «alguna forma de acoso sexual» por parte de los detenidos, desde supuestamente lanzarles besos y hacer comentarios sugerentes hasta escupir en el suelo cuando hablaban. Según Haaretz, citando el testimonio de los guardias israelíes en Sde Teiman, las guardias femeninas hicieron acusaciones infundadas de acoso sexual que resultaron en torturas, palizas y violaciones de las detenidas como castigo. Los testimonios de víctimas palestinas de violencia sexual, violación, tortura y mutilación genital también se refieren a guardias y soldados israelíes femeninos que participan en tales actos.

### Organizaciones de derechos humanos
La ONG Euro-Mediterranean Human Rights Monitor solicitó una investigación «imparcial y urgente» para investigar los informes de tortura y el asesinato de civiles palestinos detenidos en diferentes zonas de la Franja de Gaza por parte del ejército israelí. Según el informe emitido por la ONG «El campo de Sde Teman retiene a palestinos de todas las edades, desde niños pequeños hasta personas mayores». En él se llevan a cabo torturas de privación del sueño, «crueles palizas y tratos humillantes». Sin embargo, según el mencionado informe las detenciones no han logrado dar con ningún acusado de pertenecer a las milicias palestinas, y se han centrado en «médicos, enfermeras, periodistas y personas mayores».
Qadoura Fares, presidente de la Comisión Palestina para Asuntos de Detenidos y Ex Detenidos, dijo que se habían recibido «testimonios horribles» de antiguos presos que describían abusos en Sde Teiman y en otras cárceles israelíes y exigió que se lleve a cabo una investigación internacional. Afirmó que «Israel no debe investigarse a sí mismo. Un organismo internacional imparcial debe encargarse de la investigación, con expertos, jueces y especialistas que la lleven a cabo».

### Estados Unidos
El portavoz del Departamento de Estado de los Estados Unidos, Mathew Miller, calificó de «horribles» los informes de abusos sexuales a detenidos palestinos en Sde Teiman por parte de soldados israelíes y pidió una investigación rápida y que los involucrados rindan cuentas. Su declaración del 8 de agosto de 2024 agregó que «debe haber tolerancia cero ante cualquier abuso sexual o violación de cualquier detenido, punto».
En octubre de 2024, The Guardian reveló que la agencia de ayuda estadounidense USAID se reunió con sus homólogos israelíes en Sde Teiman, comenzando al menos en julio de 2024 con la creación de una «Junta de Coordinación Conjunta» israelí en la prisión, encargada de supervisar toda la ayuda a Gaza.

### Naciones Unidas
En el informe de mayo de 2024 la Agencia de Naciones Unidas para los Refugiados de Palestina en Oriente Próximo (UNRWA) afirmó que los miles de prisioneros palestino detenidos en Gaza habían sufrido malos tratos sistemáticos incluidos «palizas mientras los obligaban a permanecer acostados en un fino colchón sobre los escombros durante horas, sin comida, agua ni acceso a un baño, con las piernas y las manos atadas con bridas de plástico. Varios detenidos denunciaron haber sido encerrados a la fuerza en jaulas y atacados por perros. Algunos detenidos liberados, entre ellos un niño, sufrieron mordeduras de perro y heridas en su cuerpo. Los detenidos fueron amenazados con lesiones o con el asesinato de sus familiares si no proporcionaban la información solicitada».
Alice Jill Edwards, Relatora Especial de las Naciones Unidas sobre la tortura y otros tratos o penas crueles, inhumanos o degradantes, pidió una investigación y posteriormente condenó los abusos sexuales como «particularmente espantoso».

## Detenciones
El 29 de julio, la policía militar israelí irrumpió en la prisión y detuvo a diez militares acusados de la violación de un policía palestino encarcelado. Los militares israelíes fueron detenidos después de que el preso hubiera sido trasladado al hospital del centro de detención con costillas y múltiples huesos rotos y signos de una grave paliza, así como daños en el intestino delgado y en uno de los pulmones por una violación anal con un objeto redondeado. Los soldados fueron acusados de violación, de daños físicos con agravantes, de palizas con agravantes y de conducta impropia de un soldado.De los diez soldados arrestados, cinco ya habían sido puestos en libertad el 4 de agosto.
La detención por parte de la policía militar de nueve soldados israelíes encargados del centro de Sde Teiman por la violación de un prisionero provocó protestas de diputados y activistas de extrema derecha israelíes, que irrumpieron en la prisión. Varios políticos de extrema derecha condenaron la detención de los soldados israelíes: el ministro de Justicia, Yariv Levin, dijo que las «duras imágenes de soldados siendo arrestados» eran «imposibles de aceptar»; El ministro de Seguridad Nacional, Itamar Ben-Gvir, calificó de «vergonzosa» la detención de los soldados y pidió «a las autoridades militares que respalden a los combatientes... Los soldados necesitan nuestro pleno apoyo». El ministro de Economía, Nir Barkat, declaró: «Apoyo a nuestros combatientes», al tiempo que criticaba los acontecimientos como un «juicio espectáculo»; la ministra de Transporte, Miri Regev, comentó que las detenciones de soldados israelíes eran «peligrosas» durante la guerra, y advirtió contra los procesos militares que estaban «apaciguando a nuestros enemigos». Por otra parte, el miembro de la Knéset (el parlamento de Israel) Hanoch Milwidsky argumentó que es permisible abusar sexualmente de los comandos de Hamás de la Nukhba: «...todo es legítimo hacerlo. Todo».
El 7 de febrero de 2025, un tribunal militar israelí condenó a un reservista de las Fuerzas de Defensa de Israel a siete meses de prisión tras declararse culpable de tres cargos de abuso agravado contra prisioneros de Gaza y uno de conducta impropia durante un acuerdo de culpabilidad con los fiscales. Estos cargos estaban relacionados con cuatro incidentes ocurridos entre enero y junio de 2024 en los que golpeó a detenidos, utilizó su arma contra prisioneros inmovilizados y obligó a los prisioneros a decir frases degradantes y aullar como perros. El soldado condenado también recibió una sentencia en suspenso y fue degradado al rango de soldado raso.
El 19 de febrero, los cinco reservistas que quedaron detenidos en julio fueron oficialmente procesados: un mayor, un capitán, un sargento mayor, otro sargento y un soldado. Según la hoja de cargos, los soldados sacaron al prisionero de su cama, le ataron manos y pies y le vendaron los ojos. Lo llevaron a una pared, contra la que lo lanzaron, y durante quince minutos le estuvieron dando patadas y golpes con palos, le arrastraron por el suelo, y le agredieron con un táser en diversas partes del cuerpo, incluida la cabeza. Luego le introdujeron un objeto punzante en el ano, causándole un desgarramiento grave. Tras la paliza, los soldados israelíes lo devolvieron a su cama y trataron de tapar las heridas con la camisa del preso, pero sangraba tan profusamente que tuvo que ser llevado a urgencias de un hospital cercano, lo que acabaría destapando el caso. En el hospital le diagnosticaron siete costillas rotas, un pulmón perforado, un desgarramiento anal y heridas traumáticas por todo el cuerpo.